# Вічнозелені широколистяні ліси Сичуанського басейну
Вічнозелені широколистяні ліси Сичуанського басейну (ідентифікатор WWF: PA0437) — палеарктичний екорегіон помірних широколистяних та мішаних лісів, розташований в Центральному Китаї. 

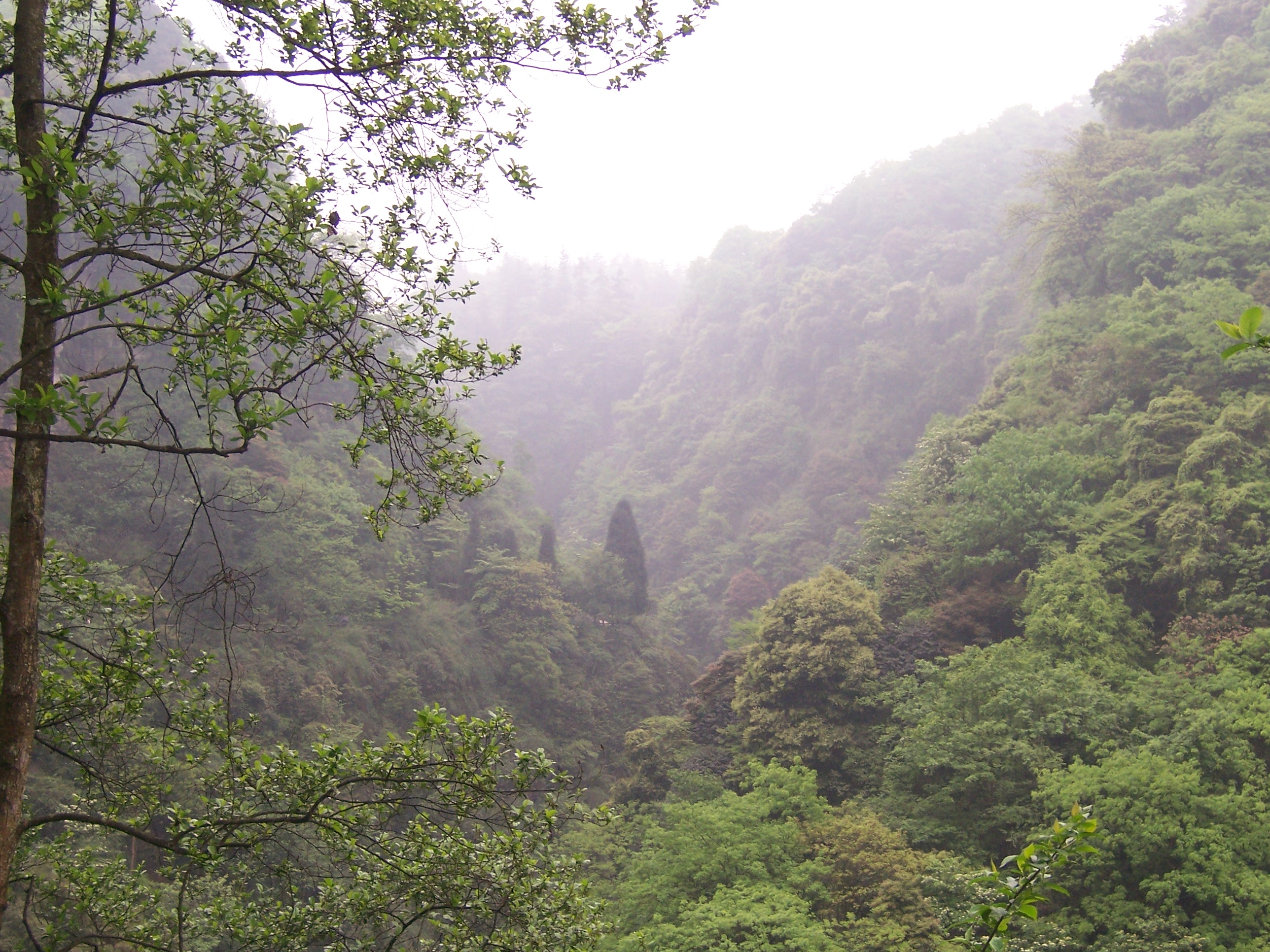
Вічнозелений широколистяний ліс в горах Емейшань

## Географія
Екорегіон вічнозелених широколистяних лісів Сичуанського басейну охоплює Сичуанську западину, велику улоговину, оточену з усіх боків горами: Гендуашанем із заходу, Дабашанем з півночі і сходу та Юньнань-Гуйчжоуським плато з півдня. Рельєф регіону переважно представлений рівнинами, по яким розкидані невисокі пагорби. З геологічної точки зору основу регіону складають червонуваті пісковики та пурпурові сланці, завдяки яким Сичуанська западина отримала назву Червона западина. Численні річки, які стікають з Тибетського плато та навколишніх гір, зокрема Міньцзян та Цзялінцзян, належать до басейну Янцзи. Родючі ґрунти регіону сприяли розвитку сільського господарства. Більшість лісів регіону протягом тисячоліть були знищені та перетворені на сільськогосподарські угіддя.

## Клімат
В межах екорегіону переважає вологий субтропічний клімат (Cwa за класифікацією кліматів Кеппена), який характеризується теплим літом та прохолодною зимою. Навколишні гори блокують проникнення холодних повітряних мас з Центральної Азії. Середня температура влітку становить 26-29 °C, а взимку — 5-8 °C. Сичуанська улоговина схильна до інверсій температури. В Ченду, столиці провінції Сичуань, розташованій на заході регіону, тумани спостерігаються в середньому більше 300 днів на рік.

## Флора
Первинний рослинний покрив Сичуанського басейну був представлений субтропічними широколистяними лісами, в яких переважали вічнозелені породи дубів (Quercus spp.), кастанопсіси (Castanopsis spp.), шіми (Schima spp.) та різні представники родини Лаврові (Lauraceae), зокрема махілуси (Machilus spp.), ліндери (Lindera spp.), ліцеї (Litsea spp.) та коричники (Cinnamomum spp.). Більшість лісів регіону були знищені протягом останніх століть. Їх залишки збереглися переважно на навколишніх гірських схилах, зокрема в горах Емейшань, однак зв'язок цих сучасних лісів зі стародавніми є невизначеним, оскільки дослідження викопного пилку вказують на те, що характер рослинності суттєво змінювався разом з коливаннями клімату в голоцені.
На знеліснених схилах ростуть чагарники рододендрону (Rhododendron spp.), азійської чорниці (Vaccinium bracteatum) та низької морелли (Morella nana). На нещодавно порушених ділянках зустрічаються насадження сосни Массона (Pinus massoniana) або японської криптомерії (Cryptomeria japonica). На вапнякових ділянках зустрічаються флористично різноманітні угруповання, які включають шишконосу платікарію (Platycarya strobilacea), сичуанський перець (Zanthoxylum armatum) та шипшину (Rosa spp.). 
Серед рідкісних рослин, які раніше зустрічалися в Сичуанській западині, а наразі поширені в субтропічних передгір'ях навколишніх гір, слід відзначити деревоподібну папороть Alsophila spinulosa, китайську давидію (Davidia involucrata), сріблолисту катаю (Cathaya argyrophylla) та китайський тис (Taxus chinensis).

## Фауна
Серед поширених в екорегіоні ссавців слід відзначити сичуанського такіна (Budorcas taxicolor tibetana), чубатого оленя (Elaphodus cephalophus), індійського замбара (Rusa unicolor), китайського мунтжака (Muntiacus reevesi), дику свиню (Sus scrofa), азійського борсука (Meles leucurus), зайця-толая (Lepus tolai), макаку-резуса (Macaca mulatta), тибетського макаку (Macaca thibetana) та рідкісного хубейського золотого рінопітека (Rhinopithecus roxellana hubeiensis). Серед хижих ссавців, поширених в регіоні, слід відзначити вовка (Canis lupus), гірського куона (Cuon alpinus), уссурійського єнота (Nyctereutes procyonoides) та бенгальського кота (Prionailurus bengalensis).
Серед поширених в екорегіоні птахів слід відзначити синьогорлого трагопана (Tragopan temminckii), китайського мікадо (Syrmaticus reevesi), золотого фазана (Chrysolophus pictus), звичайного фазана (Phasianus colchicus), китайську горлицю (Spilopelia chinensis), чорного шуліку (Milvus migrans), китайського личинкоїда (Pericrocotus ethologus), чорнокрилого шикачика (Lalage melaschistos), китайського окулярника (Zosterops simplex), чорноголову вивільгу (Oriolus chinensis), китайського бюльбюля (Pycnonotus sinensis), світлооку гуамею (Garrulax canorus), сичуанську гаїчку (Poecile weigoldicus) та жовточереву синицю (Pardaliparus venustulus). На водно-болотних угіддях регіону зустрічаються рідкісні перелітні птахи, зокрема зеленоголові черні (Aythya baeri), китайські крехи (Mergus squamatus) та далекосхідні лелеки (Ciconia boyciana).

## Збереження
Оцінка 2017 року показала, що 3682 км², або 4 % екорегіону, є заповідними територіями. Природоохоронні території включають Національний лісовий парк Дуцзян'янь та Національний лісовий парк Цзяньменгуань.